# Valfin-sur-Valouse
Valfin-sur-Valouse era una comuna francesa situada en el departamento de Jura, de la región de Borgoña-Franco Condado, que el 1 de enero de 2018 pasó a ser una comuna delegada de la comuna nueva de Vosbles-Valfin al fusionarse con la comuna de Vosbles.

## Demografía
| Gráfica de evolución demográfica de Valfin-sur-Valouse entre 1800 y 2015 |
|                                                                          |

Los datos demográficos contemplados en este gráfico de la comuna de Valfin-sur-Valouse se han cogido de 1800 a 1999 de la página francesa EHESS/Cassini, y los demás datos de la página del INSEE.